# 호레키
호레키(宝暦 ほうれき, ほうりゃく[*], 구자체: 寶曆)는 일본의 연호(元号) 중 하나이다.
- 전후 : 간엔(寛延) 이후 - 메이와(明和) 이전.
- 시기 : 1751년 ~ 1763년
- 천황 : 모모조노 천황, 고사쿠라마치 천황
- 쇼군 : 에도 막부의 도쿠가와 이에시게, 이에하루

## 개원(改元)
- 간엔 4년 10월 27일(1751년 12월 14일), 개원.
  - 사쿠라마치 상황의 붕어와 전 쇼군 도쿠가와 요시무네의 사망, 그 전후로 발생한 지진 등에 의해 개원한 것으로 보인다.[출처 필요]
- 호레키 14년 6월 2일(1764년 6월 30일), 메이와로 개원된다.

## 출전
『정관정요』의 「及恭承宝暦、寅奉帝図、垂拱無為、氛埃靖息」.

## 호레키 시기에 일어난 일
- 4년 ~ 5년
  - 호레키 치수 사건. 막부 말 사쓰마번에 의해 일어나는 토막(討幕)운동의 큰 복선이 되는 사건이다.
- 5년
  - 호레키레키(宝暦暦) 발포.
- 8년
  - 호레키 사건. 에도 시대 중기, 존왕론자가 탄압받은 최초의 사건.

### 죽음
- 원년
  - 도쿠가와 요시무네
  - 오오카 다다스케
- 2년
  - 겟코인
  - 가이호쿠 자쿠추
  - 도쿠가와 무네하루

## 서력과의 대조표
| 호레키 | 원년   | 2년    | 3년    | 4년    | 5년    | 6년    | 7년    | 8년    | 9년    | 10년   | 11년   | 12년   | 13년   | 14년   |
| ------ | ------ | ------ | ------ | ------ | ------ | ------ | ------ | ------ | ------ | ------ | ------ | ------ | ------ | ------ |
| 서력   | 1751년 | 1752년 | 1753년 | 1754년 | 1755년 | 1756년 | 1757년 | 1758년 | 1759년 | 1760년 | 1761년 | 1762년 | 1763년 | 1764년 |
| 간지   | 신미   | 임신   | 계유   | 갑술   | 을해   | 병자   | 정축   | 무인   | 기묘   | 경진   | 신사   | 임오   | 계미   | 갑신   |

## 같이 보기
- 일본의 연호 일람
- 보력(寶曆) : 당나라의 연호(825년 1월 ~ 827년 2월).

| 이전 간엔 | 일본의 연호 1751년 ~ 1764년 | 다음 메이와 |